# Tirreno-Adriatico 2021
La 56e édition de Tirreno-Adriatico a eu lieu du 10 au 16 mars 2021 en Italie et fait partie du calendrier UCI World Tour 2021 en catégorie 2.UWT.
La course est remportée en solitaire par le Slovène Tadej Pogačar, membre de l'équipe UAE Team Emirates. Le Belge Wout van Aert (Jumbo-Visma) et l'Espagnol Mikel Landa (Bahrain Victorious) complètent le podium, terminant respectivement deuxième et troisième.

## Présentation

### Parcours
Comme l'an passé, la course part de Lido di Camaiore et se termine par un contre-la-montre dans les rues de San Benedetto del Tronto, sur un parcours total de 1 104,1 kilomètres.

### Équipes
Vingt-cinq équipes disputent Tirreno-Adriatico : les dix-neuf UCI WorldTeams et six UCI ProTeams.
| WorldTeams (19)- AG2R Citroën Team - Astana-Premier Tech - Bahrain Victorious - Bora-Hansgrohe - Cofidis - Deceuninck-Quick Step - EF Education-Nippo - Groupama-FDJ - Ineos Grenadiers - Intermarché-Wanty-Gobert Matériaux - Israel Start-Up Nation - Jumbo-Visma - Lotto Soudal - Movistar Team - Team BikeExchange - Team DSM - Qhubeka Assos - Trek-Segafredo - UAE Team Emirates ProTeams (6)- Alpecin-Fenix - Androni Giocattoli-Sidermec - Arkéa-Samsic - Eolo-Kometa - Gazprom-RusVelo - Total Direct Énergie |
| |

### Favoris
Le plateau de ce Tirreno-Adriatico 2021 est très relevé. Parmi les prétendants à la victoire finale, les plus souvent cités sont les quatre anciens vainqueurs du Tour de France : Tadej Pogačar, Egan Bernal, Geraint Thomas et le vétéran Vincenzo Nibali. Comme autres favoris, on peut aussi citer Simon Yates, vainqueur de l'édition 2020 mais aussi Jakob Fuglsang ou les grimpeurs Mikel Landa et Nairo Quintana, double vainqueur de l'épreuve. Sans oublier les trois hommes en forme de ce début d'année que sont le champion du monde Julian Alaphilippe, Wout van Aert et surtout Mathieu van der Poel, le récent vainqueur des Strade Bianche.

## Étapes
| Étape     | Date    | Villes étapes                                       | type                        | Distance (km) | Vainqueur d'étape    | Leader du classement général |
| --------- | ------- | --------------------------------------------------- | --------------------------- | ------------- | -------------------- | ---------------------------- |
| 1re étape | 10 mars | Lido di Camaiore – Lido di Camaiore                 | étape de plaine             | 156           | Wout van Aert        | Wout van Aert                |
| 2e étape  | 11 mars | Camaiore – Chiusdino                                | étape vallonnée             | 202           | Julian Alaphilippe   | Wout van Aert                |
| 3e étape  | 12 mars | Monticiano – Gualdo Tadino                          | étape vallonnée             | 219           | Mathieu van der Poel | Wout van Aert                |
| 4e étape  | 13 mars | Terni – Prati di Tivo                               | étape de montagne           | 148           | Tadej Pogačar        | Tadej Pogačar                |
| 5e étape  | 14 mars | Castellalto – Castelfidardo                         | étape vallonnée             | 205           | Mathieu van der Poel | Tadej Pogačar                |
| 6e étape  | 15 mars | Castelraimondo – Lido di Fermo                      | étape de plaine             | 169,2         | Mads Würtz Schmidt   | Tadej Pogačar                |
| 7e étape  | 16 mars | San Benedetto del Tronto – San Benedetto del Tronto | contre-la-montre individuel | 10,1          | Wout van Aert        | Tadej Pogačar                |

## Déroulement de la course

### 1reétape
Cette première étape se termine par un sprint massif remporté par le Belge Wout van Aert (Jumbo Vista) qui, en tête aux 200 mètres, résiste au retour des sprinters Caleb Ewan (Lotto Soudal) et Fernando Gaviria (UAE-Team Emirates), respectivement deuxième et troisième.
| \| Classement de l'étape \| Classement de l'étape \| Classement de l'étape \| Classement de l'étape \| Classement de l'étape \| \| Coureur \| Coureur \| Pays \| Équipe \| Temps \| \| --------------------- \| --------------------- \| --------------------- \| ---------------------- \| --------------------- \| \| 1er \| Wout van Aert \| Belgique \| Jumbo-Visma \| 3 h 36 min 17 s \| \| 2e \| Caleb Ewan \| Australie \| Lotto-Soudal \| + 0 s \| \| 3e \| Fernando Gaviria \| Colombie \| UAE Team Emirates \| + 0 s \| \| 4e \| Andrea Vendrame \| Italie \| AG2R Citroën Team \| + 0 s \| \| 5e \| Luka Mezgec \| Slovénie \| Team BikeExchange \| + 0 s \| \| 6e \| Tim Merlier \| Belgique \| Alpecin-Fenix \| + 0 s \| \| 7e \| Álvaro Hodeg \| Colombie \| Deceuninck-Quick Step \| + 0 s \| \| 8e \| Davide Ballerini \| Italie \| Deceuninck-Quick Step \| + 0 s \| \| 9e \| Iván García Cortina \| Espagne \| Movistar Team \| + 0 s \| \| 10e \| Hugo Hofstetter \| France \| Israel Start-Up Nation \| + 0 s \| |                     |           |                        |                 |
| |                     |           |                        |                 |
| Source : ProCyclingStats |                     |           |                        |                 |
| Classement de l'étape |                     |           |                        |                 |
| Coureur | Coureur             | Pays      | Équipe                 | Temps           |
| 1er | Wout van Aert       | Belgique  | Jumbo-Visma            | 3 h 36 min 17 s |
| 2e | Caleb Ewan          | Australie | Lotto-Soudal           | + 0 s           |
| 3e | Fernando Gaviria    | Colombie  | UAE Team Emirates      | + 0 s           |
| 4e | Andrea Vendrame     | Italie    | AG2R Citroën Team      | + 0 s           |
| 5e | Luka Mezgec         | Slovénie  | Team BikeExchange      | + 0 s           |
| 6e | Tim Merlier         | Belgique  | Alpecin-Fenix          | + 0 s           |
| 7e | Álvaro Hodeg        | Colombie  | Deceuninck-Quick Step  | + 0 s           |
| 8e | Davide Ballerini    | Italie    | Deceuninck-Quick Step  | + 0 s           |
| 9e | Iván García Cortina | Espagne   | Movistar Team          | + 0 s           |
| 10e | Hugo Hofstetter     | France    | Israel Start-Up Nation | + 0 s           |

| \| Classement général \| Classement général \| Classement général \| Classement général \| Classement général \| \| Coureur \| Coureur \| Pays \| Équipe \| Temps \| \| ------------------ \| ------------------ \| ------------------ \| --------------------------- \| ------------------ \| \| 1er \| Wout van Aert \| Belgique \| Jumbo-Visma \| 3 h 36 min 07 s \| \| 2e \| Caleb Ewan \| Australie \| Lotto-Soudal \| + 4 s \| \| 3e \| Fernando Gaviria \| Colombie \| UAE Team Emirates \| + 6 s \| \| 4e \| Simone Velasco \| Italie \| Gazprom-RusVelo \| + 7 s \| \| 5e \| Mattia Bais \| Italie \| Androni Giocattoli-Sidermec \| + 8 s \| \| 6e \| Andrea Vendrame \| Italie \| AG2R Citroën Team \| + 10 s \| \| 7e \| Luka Mezgec \| Slovénie \| Team BikeExchange \| + 10 s \| \| 8e \| Tim Merlier \| Belgique \| Alpecin-Fenix \| + 10 s \| \| 9e \| Álvaro Hodeg \| Colombie \| Deceuninck-Quick Step \| + 10 s \| \| 10e \| Davide Ballerini \| Italie \| Deceuninck-Quick Step \| + 10 s \| |                  |           |                             |                 |
| |                  |           |                             |                 |
| Source : ProCyclingStats |                  |           |                             |                 |
| Classement général |                  |           |                             |                 |
| Coureur | Coureur          | Pays      | Équipe                      | Temps           |
| 1er | Wout van Aert    | Belgique  | Jumbo-Visma                 | 3 h 36 min 07 s |
| 2e | Caleb Ewan       | Australie | Lotto-Soudal                | + 4 s           |
| 3e | Fernando Gaviria | Colombie  | UAE Team Emirates           | + 6 s           |
| 4e | Simone Velasco   | Italie    | Gazprom-RusVelo             | + 7 s           |
| 5e | Mattia Bais      | Italie    | Androni Giocattoli-Sidermec | + 8 s           |
| 6e | Andrea Vendrame  | Italie    | AG2R Citroën Team           | + 10 s          |
| 7e | Luka Mezgec      | Slovénie  | Team BikeExchange           | + 10 s          |
| 8e | Tim Merlier      | Belgique  | Alpecin-Fenix               | + 10 s          |
| 9e | Álvaro Hodeg     | Colombie  | Deceuninck-Quick Step       | + 10 s          |
| 10e | Davide Ballerini | Italie    | Deceuninck-Quick Step       | + 10 s          |

### 2eétape
Un groupe de six coureurs formé par Pieter Vanspeybrouck (Intermarché-Wanty-Gobert), Simon Pellaud (Androni), Marcus Burghardt (Bora-Hansgrohe), John Archibald (Eolo), Simone Velasco (Gazprom) et Vincenzo Albanese (Eolo) prend jusqu'à plus de 5 minutes d'avance sur le peloton mais celui-ci sous l'impulsion de l'équipe Jumbo-Visma du leader Wout van Aert rattrape les fuyards à 35 kilomètres de l'arrivée. Le Colombien Egan Bernal (Ineos Grenadiers) attaque alors dans le Poggio Alla Croce. Il est accompagné par Jasper De Buyst (Lotto Soudal) et Kasper Asgreen (Deceuninck-QuickStep) mais les trois hommes sont repris par le peloton à 30 km de l’arrivée. Une nouvelle attaque initiée par Simon Yates (Team BikeExchange) se compose de João Almeida (Deceuninck-QuickStep), Mikel Landa (Bahrain Victorious) et Pavel Sivakov (Ineos Grenadiers). Les quatre hommes entament en tête l'ultime côte de la journée. En vue de la flamme rouge, Almeida lâche ses compagnons d'échappée mais est repris et dépassé à une centaine de mètres de la ligne d'arrivée par son coéquipier le champion du monde Julian Alaphilippe qui s'impose malgré un retour trop tardif de Mathieu van der Poel.
| \| Classement de l'étape \| Classement de l'étape \| Classement de l'étape \| Classement de l'étape \| Classement de l'étape \| \| Coureur \| Coureur \| Pays \| Équipe \| Temps \| \| --------------------- \| --------------------- \| --------------------- \| --------------------- \| --------------------- \| \| 1er \| Julian Alaphilippe \| France \| Deceuninck-Quick Step \| 5 h 01 min 32 s \| \| 2e \| Mathieu van der Poel \| Pays-Bas \| Alpecin-Fenix \| + 0 s \| \| 3e \| Wout van Aert \| Belgique \| Jumbo-Visma \| + 0 s \| \| 4e \| Tadej Pogačar \| Slovénie \| UAE Team Emirates \| + 0 s \| \| 5e \| Alex Aranburu \| Espagne \| Astana-Premier Tech \| + 0 s \| \| 6e \| Robert Stannard \| Australie \| Team BikeExchange \| + 0 s \| \| 7e \| João Almeida \| Portugal \| Deceuninck-Quick Step \| + 0 s \| \| 8e \| Greg Van Avermaet \| Belgique \| AG2R Citroën Team \| + 0 s \| \| 9e \| Tim Wellens \| Belgique \| Lotto-Soudal \| + 0 s \| \| 10e \| Giulio Ciccone \| Italie \| Trek-Segafredo \| + 0 s \| |                      |           |                       |                 |
| |                      |           |                       |                 |
| Source : ProCyclingStats |                      |           |                       |                 |
| Classement de l'étape |                      |           |                       |                 |
| Coureur | Coureur              | Pays      | Équipe                | Temps           |
| 1er | Julian Alaphilippe   | France    | Deceuninck-Quick Step | 5 h 01 min 32 s |
| 2e | Mathieu van der Poel | Pays-Bas  | Alpecin-Fenix         | + 0 s           |
| 3e | Wout van Aert        | Belgique  | Jumbo-Visma           | + 0 s           |
| 4e | Tadej Pogačar        | Slovénie  | UAE Team Emirates     | + 0 s           |
| 5e | Alex Aranburu        | Espagne   | Astana-Premier Tech   | + 0 s           |
| 6e | Robert Stannard      | Australie | Team BikeExchange     | + 0 s           |
| 7e | João Almeida         | Portugal  | Deceuninck-Quick Step | + 0 s           |
| 8e | Greg Van Avermaet    | Belgique  | AG2R Citroën Team     | + 0 s           |
| 9e | Tim Wellens          | Belgique  | Lotto-Soudal          | + 0 s           |
| 10e | Giulio Ciccone       | Italie    | Trek-Segafredo        | + 0 s           |

| \| Classement général \| Classement général \| Classement général \| Classement général \| Classement général \| \| Coureur \| Coureur \| Pays \| Équipe \| Temps \| \| ------------------ \| -------------------- \| ------------------ \| --------------------- \| ------------------ \| \| 1er \| Wout van Aert \| Belgique \| Jumbo-Visma \| 8 h 37 min 35 s \| \| 2e \| Julian Alaphilippe \| France \| Deceuninck-Quick Step \| + 4 s \| \| 3e \| Mathieu van der Poel \| Pays-Bas \| Alpecin-Fenix \| + 8 s \| \| 4e \| Pavel Sivakov \| Russie \| Ineos Grenadiers \| + 11 s \| \| 5e \| Mikel Landa \| Espagne \| Bahrain Victorious \| + 13 s \| \| 6e \| Andrea Vendrame \| Italie \| AG2R Citroën Team \| + 14 s \| \| 7e \| Robert Stannard \| Australie \| Team BikeExchange \| + 14 s \| \| 8e \| João Almeida \| Portugal \| Deceuninck-Quick Step \| + 14 s \| \| 9e \| Tadej Pogačar \| Slovénie \| UAE Team Emirates \| + 14 s \| \| 10e \| Alex Aranburu \| Espagne \| Astana-Premier Tech \| + 14 s \| |                      |           |                       |                 |
| |                      |           |                       |                 |
| Source : ProCyclingStats |                      |           |                       |                 |
| Classement général |                      |           |                       |                 |
| Coureur | Coureur              | Pays      | Équipe                | Temps           |
| 1er | Wout van Aert        | Belgique  | Jumbo-Visma           | 8 h 37 min 35 s |
| 2e | Julian Alaphilippe   | France    | Deceuninck-Quick Step | + 4 s           |
| 3e | Mathieu van der Poel | Pays-Bas  | Alpecin-Fenix         | + 8 s           |
| 4e | Pavel Sivakov        | Russie    | Ineos Grenadiers      | + 11 s          |
| 5e | Mikel Landa          | Espagne   | Bahrain Victorious    | + 13 s          |
| 6e | Andrea Vendrame      | Italie    | AG2R Citroën Team     | + 14 s          |
| 7e | Robert Stannard      | Australie | Team BikeExchange     | + 14 s          |
| 8e | João Almeida         | Portugal  | Deceuninck-Quick Step | + 14 s          |
| 9e | Tadej Pogačar        | Slovénie  | UAE Team Emirates     | + 14 s          |
| 10e | Alex Aranburu        | Espagne   | Astana-Premier Tech   | + 14 s          |

### 3eétape
Dès les premiers kilomètres, un groupe de cinq coureurs comprenant l’Ukrainien Mark Padun (Bahrain-Victorious), l’Italien Davide Bais (EOLO-Kometa), le Suédois Tobias Ludvigsson (Groupama-FDJ), le Canadien Guillaume Boivin (Israel-Start Up Nation) et le Néerlandais Niki Terpstra (Direct-Energie) part à l'attaque et compte jusqu'à près de 8 minutes d'avance sur le peloton. Mais les trois derniers fuyards (Boivin, Terpstra et Padun) sont repris à 2 km de l’arrivée. Emmené par Davide Ballerini, le sprint est remporté par le champion des Pays-Bas Mathieu van der Poel qui remonte l'Italien et le Belge Wout van Aert.
| \| Classement de l'étape \| Classement de l'étape \| Classement de l'étape \| Classement de l'étape \| Classement de l'étape \| \| Coureur \| Coureur \| Pays \| Équipe \| Temps \| \| --------------------- \| --------------------- \| --------------------- \| ---------------------- \| --------------------- \| \| 1er \| Mathieu van der Poel \| Pays-Bas \| Alpecin-Fenix \| 5 h 24 min 18 s \| \| 2e \| Wout van Aert \| Belgique \| Jumbo-Visma \| + 0 s \| \| 3e \| Davide Ballerini \| Italie \| Deceuninck-Quick Step \| + 0 s \| \| 4e \| Sergio Higuita \| Colombie \| EF Education-Nippo \| + 0 s \| \| 5e \| Greg Van Avermaet \| Belgique \| AG2R Citroën Team \| + 0 s \| \| 6e \| Jasper De Buyst \| Belgique \| Lotto-Soudal \| + 0 s \| \| 7e \| Iván García Cortina \| Espagne \| Movistar Team \| + 0 s \| \| 8e \| Tadej Pogačar \| Slovénie \| UAE Team Emirates \| + 0 s \| \| 9e \| Gonzalo Serrano \| Espagne \| Movistar Team \| + 0 s \| \| 10e \| Hugo Hofstetter \| France \| Israel Start-Up Nation \| + 0 s \| |                      |          |                        |                 |
| |                      |          |                        |                 |
| Source : ProCyclingStats |                      |          |                        |                 |
| Classement de l'étape |                      |          |                        |                 |
| Coureur | Coureur              | Pays     | Équipe                 | Temps           |
| 1er | Mathieu van der Poel | Pays-Bas | Alpecin-Fenix          | 5 h 24 min 18 s |
| 2e | Wout van Aert        | Belgique | Jumbo-Visma            | + 0 s           |
| 3e | Davide Ballerini     | Italie   | Deceuninck-Quick Step  | + 0 s           |
| 4e | Sergio Higuita       | Colombie | EF Education-Nippo     | + 0 s           |
| 5e | Greg Van Avermaet    | Belgique | AG2R Citroën Team      | + 0 s           |
| 6e | Jasper De Buyst      | Belgique | Lotto-Soudal           | + 0 s           |
| 7e | Iván García Cortina  | Espagne  | Movistar Team          | + 0 s           |
| 8e | Tadej Pogačar        | Slovénie | UAE Team Emirates      | + 0 s           |
| 9e | Gonzalo Serrano      | Espagne  | Movistar Team          | + 0 s           |
| 10e | Hugo Hofstetter      | France   | Israel Start-Up Nation | + 0 s           |

| \| Classement général \| Classement général \| Classement général \| Classement général \| Classement général \| \| Coureur \| Coureur \| Pays \| Équipe \| Temps \| \| ------------------ \| -------------------- \| ------------------ \| --------------------- \| ------------------ \| \| 1er \| Wout van Aert \| Belgique \| Jumbo-Visma \| 14 h 01 min 47 s \| \| 2e \| Mathieu van der Poel \| Pays-Bas \| Alpecin-Fenix \| + 4 s \| \| 3e \| Julian Alaphilippe \| France \| Deceuninck-Quick Step \| + 10 s \| \| 4e \| Mikel Landa \| Espagne \| Bahrain Victorious \| + 19 s \| \| 5e \| Tadej Pogačar \| Slovénie \| UAE Team Emirates \| + 20 s \| \| 6e \| Robert Stannard \| Australie \| Team BikeExchange \| + 20 s \| \| 7e \| João Almeida \| Portugal \| Deceuninck-Quick Step \| + 20 s \| \| 8e \| Sergio Higuita \| Colombie \| EF Education-Nippo \| + 20 s \| \| 9e \| Jasper De Buyst \| Belgique \| Lotto-Soudal \| + 20 s \| \| 10e \| Patrick Konrad \| Autriche \| Bora-Hansgrohe \| + 20 s \| |                      |           |                       |                  |
| |                      |           |                       |                  |
| Source : ProCyclingStats |                      |           |                       |                  |
| Classement général |                      |           |                       |                  |
| Coureur | Coureur              | Pays      | Équipe                | Temps            |
| 1er | Wout van Aert        | Belgique  | Jumbo-Visma           | 14 h 01 min 47 s |
| 2e | Mathieu van der Poel | Pays-Bas  | Alpecin-Fenix         | + 4 s            |
| 3e | Julian Alaphilippe   | France    | Deceuninck-Quick Step | + 10 s           |
| 4e | Mikel Landa          | Espagne   | Bahrain Victorious    | + 19 s           |
| 5e | Tadej Pogačar        | Slovénie  | UAE Team Emirates     | + 20 s           |
| 6e | Robert Stannard      | Australie | Team BikeExchange     | + 20 s           |
| 7e | João Almeida         | Portugal  | Deceuninck-Quick Step | + 20 s           |
| 8e | Sergio Higuita       | Colombie  | EF Education-Nippo    | + 20 s           |
| 9e | Jasper De Buyst      | Belgique  | Lotto-Soudal          | + 20 s           |
| 10e | Patrick Konrad       | Autriche  | Bora-Hansgrohe        | + 20 s           |

### 4eétape
Cette quatrième étape est l'étape reine de ce Tirreno-Adriatico 2021. Elle a son arrivée au sommet du Prati di Tivo.
Au début de l'étape, un groupe de quatre coureurs prend le large. Il s'agit de Mattia Bais (Androni), Benjamin Thomas (Groupama-FDJ), Mads Würtz Schmidt (Israel Start-Up Nation) et Emil Vinjebo (Qhubeka Assos). Ils sont rapidement rejoints par Marco Canola (Gazprom-RusVelo). Ce groupe de cinq hommes compte jusqu'à plus de 9 minutes d'avance sur le peloton avant que celui-ci ne réagisse du fait de l'action des équipiers UAE Emirates de Tadej Pogačar. Les échappés sont progressivement repris par le peloton et, à 12 km de l'arrivée, seul Mads Würtz Schmidt est encore en tête. Dans le peloton, Egan Bernal passe à l'offensive suivi par Tadej Pogačar mais le duo est repris. Ensuite, à 6 km du terme,Geraint Thomas (Ineos Grenadiers) place une attaque mais Tadej Pogačar rattrape le Gallois. Le duo dépasse Würtz Schmidt puis Pogačar s'isole en tête. Simon Yates contre-attaque mais ne parvient pas à revenir sur Pogacar qui gagne l'étape et s'empare du maillot de leader.
| \| Classement de l'étape \| Classement de l'étape \| Classement de l'étape \| Classement de l'étape \| Classement de l'étape \| \| Coureur \| Coureur \| Pays \| Équipe \| Temps \| \| --------------------- \| --------------------- \| --------------------- \| --------------------- \| --------------------- \| \| 1er \| Tadej Pogačar \| Slovénie \| UAE Team Emirates \| 3 h 51 min 24 s \| \| 2e \| Simon Yates \| Royaume-Uni \| Team BikeExchange \| + 6 s \| \| 3e \| Sergio Higuita \| Colombie \| EF Education-Nippo \| + 29 s \| \| 4e \| Mikel Landa \| Espagne \| Bahrain Victorious \| + 29 s \| \| 5e \| Nairo Quintana \| Colombie \| Arkéa-Samsic \| + 31 s \| \| 6e \| João Almeida \| Portugal \| Deceuninck-Quick Step \| + 35 s \| \| 7e \| Matteo Fabbro \| Italie \| Bora-Hansgrohe \| + 42 s \| \| 8e \| Simon Carr \| Royaume-Uni \| EF Education-Nippo \| + 42 s \| \| 9e \| Wout van Aert \| Belgique \| Jumbo-Visma \| + 45 s \| \| 10e \| Jakob Fuglsang \| Danemark \| Astana-Premier Tech \| + 45 s \| |                |             |                       |                 |
| |                |             |                       |                 |
| Source : ProCyclingStats |                |             |                       |                 |
| Classement de l'étape |                |             |                       |                 |
| Coureur | Coureur        | Pays        | Équipe                | Temps           |
| 1er | Tadej Pogačar  | Slovénie    | UAE Team Emirates     | 3 h 51 min 24 s |
| 2e | Simon Yates    | Royaume-Uni | Team BikeExchange     | + 6 s           |
| 3e | Sergio Higuita | Colombie    | EF Education-Nippo    | + 29 s          |
| 4e | Mikel Landa    | Espagne     | Bahrain Victorious    | + 29 s          |
| 5e | Nairo Quintana | Colombie    | Arkéa-Samsic          | + 31 s          |
| 6e | João Almeida   | Portugal    | Deceuninck-Quick Step | + 35 s          |
| 7e | Matteo Fabbro  | Italie      | Bora-Hansgrohe        | + 42 s          |
| 8e | Simon Carr     | Royaume-Uni | EF Education-Nippo    | + 42 s          |
| 9e | Wout van Aert  | Belgique    | Jumbo-Visma           | + 45 s          |
| 10e | Jakob Fuglsang | Danemark    | Astana-Premier Tech   | + 45 s          |

| \| Classement général \| Classement général \| Classement général \| Classement général \| Classement général \| \| Coureur \| Coureur \| Pays \| Équipe \| Temps \| \| ------------------ \| ------------------ \| ------------------ \| --------------------- \| ------------------ \| \| 1er \| Tadej Pogačar \| Slovénie \| UAE Team Emirates \| 17 h 53 min 21 s \| \| 2e \| Wout van Aert \| Belgique \| Jumbo-Visma \| + 35 s \| \| 3e \| Sergio Higuita \| Colombie \| EF Education-Nippo \| + 35 s \| \| 4e \| Mikel Landa \| Espagne \| Bahrain Victorious \| + 38 s \| \| 5e \| Nairo Quintana \| Colombie \| Arkéa-Samsic \| + 41 s \| \| 6e \| João Almeida \| Portugal \| Deceuninck-Quick Step \| + 45 s \| \| 7e \| Jakob Fuglsang \| Danemark \| Astana-Premier Tech \| + 55 s \| \| 8e \| Simon Carr \| Royaume-Uni \| EF Education-Nippo \| + 1 min 03 s \| \| 9e \| Matteo Fabbro \| Italie \| Bora-Hansgrohe \| + 1 min 12 s \| \| 10e \| Geraint Thomas \| Royaume-Uni \| Ineos Grenadiers \| + 1 min 25 s \| |                |             |                       |                  |
| |                |             |                       |                  |
| Source : ProCyclingStats |                |             |                       |                  |
| Classement général |                |             |                       |                  |
| Coureur | Coureur        | Pays        | Équipe                | Temps            |
| 1er | Tadej Pogačar  | Slovénie    | UAE Team Emirates     | 17 h 53 min 21 s |
| 2e | Wout van Aert  | Belgique    | Jumbo-Visma           | + 35 s           |
| 3e | Sergio Higuita | Colombie    | EF Education-Nippo    | + 35 s           |
| 4e | Mikel Landa    | Espagne     | Bahrain Victorious    | + 38 s           |
| 5e | Nairo Quintana | Colombie    | Arkéa-Samsic          | + 41 s           |
| 6e | João Almeida   | Portugal    | Deceuninck-Quick Step | + 45 s           |
| 7e | Jakob Fuglsang | Danemark    | Astana-Premier Tech   | + 55 s           |
| 8e | Simon Carr     | Royaume-Uni | EF Education-Nippo    | + 1 min 03 s     |
| 9e | Matteo Fabbro  | Italie      | Bora-Hansgrohe        | + 1 min 12 s     |
| 10e | Geraint Thomas | Royaume-Uni | Ineos Grenadiers      | + 1 min 25 s     |

### 5eétape
Cette cinquième étape a vu un grand numéro de Mathieu van der Poel qui part seul à l'offensive à une cinquantaine de kilomètres de l'arrivée. Dans un premier temps, le peloton ne réagit guère et l'avance du champion des Pays-Bas s'accroît régulièrement. À 20 km de l'arrivée, van der Poel possède 2 minutes 45 secondes d'avance sur ses premiers poursuivants. Mais c'était sans compter sur le leader du classement général Tadej Pogačar qui part seul en contre et revient progressivement sur van der Poel mais insuffisamment pour le rejoindre, le champion néerlandais conservant une poignée de secondes d'avance sur la ligne d'arrivée. Cette deuxième place de Pogačar accentue son avance au classement général sur ses rivaux dont Wout van Aert qui termine troisième de l'étape 39 secondes après le leader slovène.
| \| Classement de l'étape \| Classement de l'étape \| Classement de l'étape \| Classement de l'étape \| Classement de l'étape \| \| Coureur \| Coureur \| Pays \| Équipe \| Temps \| \| --------------------- \| --------------------- \| --------------------- \| ---------------------- \| --------------------- \| \| 1er \| Mathieu van der Poel \| Pays-Bas \| Alpecin-Fenix \| 4 h 48 min 17 s \| \| 2e \| Tadej Pogačar \| Slovénie \| UAE Team Emirates \| + 10 s \| \| 3e \| Wout van Aert \| Belgique \| Jumbo-Visma \| + 49 s \| \| 4e \| Fabio Felline \| Italie \| Astana-Premier Tech \| + 1 min 26 s \| \| 5e \| Egan Bernal \| Colombie \| Ineos Grenadiers \| + 2 min 07 s \| \| 6e \| Davide Formolo \| Italie \| UAE Team Emirates \| + 2 min 07 s \| \| 7e \| Tim Wellens \| Belgique \| Lotto-Soudal \| + 2 min 18 s \| \| 8e \| Alessandro De Marchi \| Italie \| Israel Start-Up Nation \| + 2 min 18 s \| \| 9e \| Mikel Landa \| Espagne \| Bahrain Victorious \| + 2 min 25 s \| \| 10e \| Matteo Fabbro \| Italie \| Bora-Hansgrohe \| + 2 min 45 s \| |                      |          |                        |                 |
| |                      |          |                        |                 |
| Source : ProCyclingStats |                      |          |                        |                 |
| Classement de l'étape |                      |          |                        |                 |
| Coureur | Coureur              | Pays     | Équipe                 | Temps           |
| 1er | Mathieu van der Poel | Pays-Bas | Alpecin-Fenix          | 4 h 48 min 17 s |
| 2e | Tadej Pogačar        | Slovénie | UAE Team Emirates      | + 10 s          |
| 3e | Wout van Aert        | Belgique | Jumbo-Visma            | + 49 s          |
| 4e | Fabio Felline        | Italie   | Astana-Premier Tech    | + 1 min 26 s    |
| 5e | Egan Bernal          | Colombie | Ineos Grenadiers       | + 2 min 07 s    |
| 6e | Davide Formolo       | Italie   | UAE Team Emirates      | + 2 min 07 s    |
| 7e | Tim Wellens          | Belgique | Lotto-Soudal           | + 2 min 18 s    |
| 8e | Alessandro De Marchi | Italie   | Israel Start-Up Nation | + 2 min 18 s    |
| 9e | Mikel Landa          | Espagne  | Bahrain Victorious     | + 2 min 25 s    |
| 10e | Matteo Fabbro        | Italie   | Bora-Hansgrohe         | + 2 min 45 s    |

| \| Classement général \| Classement général \| Classement général \| Classement général \| Classement général \| \| Coureur \| Coureur \| Pays \| Équipe \| Temps \| \| ------------------ \| ------------------ \| ------------------ \| --------------------- \| ------------------ \| \| 1er \| Tadej Pogačar \| Slovénie \| UAE Team Emirates \| 22 h 41 min 41 s \| \| 2e \| Wout van Aert \| Belgique \| Jumbo-Visma \| + 1 min 15 s \| \| 3e \| Mikel Landa \| Espagne \| Bahrain Victorious \| + 3 min 00 s \| \| 4e \| Egan Bernal \| Colombie \| Ineos Grenadiers \| + 3 min 30 s \| \| 5e \| Matteo Fabbro \| Italie \| Bora-Hansgrohe \| + 3 min 54 s \| \| 6e \| Tim Wellens \| Belgique \| Lotto-Soudal \| + 4 min 30 s \| \| 7e \| João Almeida \| Portugal \| Deceuninck-Quick Step \| + 4 min 42 s \| \| 8e \| Romain Bardet \| France \| Team DSM \| + 5 min 03 s \| \| 9e \| Vincenzo Nibali \| Italie \| Trek-Segafredo \| + 5 min 54 s \| \| 10e \| Simon Yates \| Royaume-Uni \| Team BikeExchange \| + 6 min 58 s \| |                 |             |                       |                  |
| |                 |             |                       |                  |
| Source : ProCyclingStats |                 |             |                       |                  |
| Classement général |                 |             |                       |                  |
| Coureur | Coureur         | Pays        | Équipe                | Temps            |
| 1er | Tadej Pogačar   | Slovénie    | UAE Team Emirates     | 22 h 41 min 41 s |
| 2e | Wout van Aert   | Belgique    | Jumbo-Visma           | + 1 min 15 s     |
| 3e | Mikel Landa     | Espagne     | Bahrain Victorious    | + 3 min 00 s     |
| 4e | Egan Bernal     | Colombie    | Ineos Grenadiers      | + 3 min 30 s     |
| 5e | Matteo Fabbro   | Italie      | Bora-Hansgrohe        | + 3 min 54 s     |
| 6e | Tim Wellens     | Belgique    | Lotto-Soudal          | + 4 min 30 s     |
| 7e | João Almeida    | Portugal    | Deceuninck-Quick Step | + 4 min 42 s     |
| 8e | Romain Bardet   | France      | Team DSM              | + 5 min 03 s     |
| 9e | Vincenzo Nibali | Italie      | Trek-Segafredo        | + 5 min 54 s     |
| 10e | Simon Yates     | Royaume-Uni | Team BikeExchange     | + 6 min 58 s     |

### 6eétape
Après 35 kilomètres de course, une échappée de six coureurs se forme. Elle se compose de Jan Bakelants (Intermarché-Wanty Gobert), Brent Van Moer (Lotto Soudal), Emils Liepins (Trek-Segafredo), Nelson Oliveira (Movistar), Mads Würtz Schmidt (Israel Start-Up Nation) et Simone Velasco (Gazprom-RusVelo). Cette échappée qui a compté jusqu'à 6 minutes d'avance sur le peloton réussit à rejoindre l'arrivée en tête à l'exception de Liepins, distancé. Le sprint est remporté par le Danois Mads Würtz Schmidt devant le Belge Brent Van Moer.
| \| Classement de l'étape \| Classement de l'étape \| Classement de l'étape \| Classement de l'étape \| Classement de l'étape \| \| Coureur \| Coureur \| Pays \| Équipe \| Temps \| \| --------------------- \| --------------------- \| --------------------- \| ---------------------------------- \| --------------------- \| \| 1er \| Mads Würtz Schmidt \| Danemark \| Israel Start-Up Nation \| 3 h 42 min 09 s \| \| 2e \| Brent Van Moer \| Belgique \| Lotto-Soudal \| + 0 s \| \| 3e \| Simone Velasco \| Italie \| Gazprom-RusVelo \| + 0 s \| \| 4e \| Jan Bakelants \| Belgique \| Intermarché-Wanty-Gobert Matériaux \| + 0 s \| \| 5e \| Nélson Oliveira \| Portugal \| Movistar Team \| + 0 s \| \| 6e \| Emīls Liepiņš \| Lettonie \| Trek-Segafredo \| + 25 s \| \| 7e \| Tim Merlier \| Belgique \| Alpecin-Fenix \| + 1 min 09 s \| \| 8e \| Davide Ballerini \| Italie \| Deceuninck-Quick Step \| + 1 min 09 s \| \| 9e \| Elia Viviani \| Italie \| Cofidis \| + 1 min 09 s \| \| 10e \| Max Kanter \| Allemagne \| Team DSM \| + 1 min 09 s \| |                    |           |                                    |                 |
| |                    |           |                                    |                 |
| Source : ProCyclingStats |                    |           |                                    |                 |
| Classement de l'étape |                    |           |                                    |                 |
| Coureur | Coureur            | Pays      | Équipe                             | Temps           |
| 1er | Mads Würtz Schmidt | Danemark  | Israel Start-Up Nation             | 3 h 42 min 09 s |
| 2e | Brent Van Moer     | Belgique  | Lotto-Soudal                       | + 0 s           |
| 3e | Simone Velasco     | Italie    | Gazprom-RusVelo                    | + 0 s           |
| 4e | Jan Bakelants      | Belgique  | Intermarché-Wanty-Gobert Matériaux | + 0 s           |
| 5e | Nélson Oliveira    | Portugal  | Movistar Team                      | + 0 s           |
| 6e | Emīls Liepiņš      | Lettonie  | Trek-Segafredo                     | + 25 s          |
| 7e | Tim Merlier        | Belgique  | Alpecin-Fenix                      | + 1 min 09 s    |
| 8e | Davide Ballerini   | Italie    | Deceuninck-Quick Step              | + 1 min 09 s    |
| 9e | Elia Viviani       | Italie    | Cofidis                            | + 1 min 09 s    |
| 10e | Max Kanter         | Allemagne | Team DSM                           | + 1 min 09 s    |

| \| Classement général \| Classement général \| Classement général \| Classement général \| Classement général \| \| Coureur \| Coureur \| Pays \| Équipe \| Temps \| \| ------------------ \| ------------------ \| ------------------ \| --------------------- \| ------------------ \| \| 1er \| Tadej Pogačar \| Slovénie \| UAE Team Emirates \| 26 h 24 min 59 s \| \| 2e \| Wout van Aert \| Belgique \| Jumbo-Visma \| + 1 min 15 s \| \| 3e \| Mikel Landa \| Espagne \| Bahrain Victorious \| + 3 min 00 s \| \| 4e \| Egan Bernal \| Colombie \| Ineos Grenadiers \| + 3 min 30 s \| \| 5e \| Matteo Fabbro \| Italie \| Bora-Hansgrohe \| + 3 min 54 s \| \| 6e \| Tim Wellens \| Belgique \| Lotto-Soudal \| + 4 min 30 s \| \| 7e \| João Almeida \| Portugal \| Deceuninck-Quick Step \| + 4 min 42 s \| \| 8e \| Romain Bardet \| France \| Team DSM \| + 5 min 03 s \| \| 9e \| Vincenzo Nibali \| Italie \| Trek-Segafredo \| + 5 min 54 s \| \| 10e \| Simon Yates \| Royaume-Uni \| Team BikeExchange \| + 6 min 58 s \| |                 |             |                       |                  |
| |                 |             |                       |                  |
| Source : ProCyclingStats |                 |             |                       |                  |
| Classement général |                 |             |                       |                  |
| Coureur | Coureur         | Pays        | Équipe                | Temps            |
| 1er | Tadej Pogačar   | Slovénie    | UAE Team Emirates     | 26 h 24 min 59 s |
| 2e | Wout van Aert   | Belgique    | Jumbo-Visma           | + 1 min 15 s     |
| 3e | Mikel Landa     | Espagne     | Bahrain Victorious    | + 3 min 00 s     |
| 4e | Egan Bernal     | Colombie    | Ineos Grenadiers      | + 3 min 30 s     |
| 5e | Matteo Fabbro   | Italie      | Bora-Hansgrohe        | + 3 min 54 s     |
| 6e | Tim Wellens     | Belgique    | Lotto-Soudal          | + 4 min 30 s     |
| 7e | João Almeida    | Portugal    | Deceuninck-Quick Step | + 4 min 42 s     |
| 8e | Romain Bardet   | France      | Team DSM              | + 5 min 03 s     |
| 9e | Vincenzo Nibali | Italie      | Trek-Segafredo        | + 5 min 54 s     |
| 10e | Simon Yates     | Royaume-Uni | Team BikeExchange     | + 6 min 58 s     |

### 7eétape
Dans ce court et plat contre-la-montre d'une dizaine de kilomètres, le Belge Wout van Aert parvient à réaliser le meilleur chrono devant le Suisse Stefan Küng, l'Italien Filippo Ganna, champion du monde de la discipline et invaincu dans cet exercice depuis plus d’un an et le maillot bleu du leader Tadej Pogačar.
| \| Classement de l'étape \| Classement de l'étape \| Classement de l'étape \| Classement de l'étape \| Classement de l'étape \| \| Coureur \| Coureur \| Pays \| Équipe \| Temps \| \| --------------------- \| --------------------- \| --------------------- \| --------------------- \| --------------------- \| \| 1er \| Wout van Aert \| Belgique \| Jumbo-Visma \| 11 min 06 s \| \| 2e \| Stefan Küng \| Suisse \| Groupama-FDJ \| + 6 s \| \| 3e \| Filippo Ganna \| Italie \| Ineos Grenadiers \| + 11 s \| \| 4e \| Tadej Pogačar \| Slovénie \| UAE Team Emirates \| + 12 s \| \| 5e \| Benjamin Thomas \| France \| Groupama-FDJ \| + 16 s \| \| 6e \| Alberto Bettiol \| Italie \| EF Education-Nippo \| + 18 s \| \| 7e \| João Almeida \| Portugal \| Deceuninck-Quick Step \| + 24 s \| \| 8e \| Kasper Asgreen \| Danemark \| Deceuninck-Quick Step \| + 26 s \| \| 9e \| Michael Hepburn \| Australie \| Team BikeExchange \| + 27 s \| \| 10e \| Tobias Ludvigsson \| Suède \| Groupama-FDJ \| + 28 s \| |                   |           |                       |             |
| |                   |           |                       |             |
| Source : ProCyclingStats |                   |           |                       |             |
| Classement de l'étape |                   |           |                       |             |
| Coureur | Coureur           | Pays      | Équipe                | Temps       |
| 1er | Wout van Aert     | Belgique  | Jumbo-Visma           | 11 min 06 s |
| 2e | Stefan Küng       | Suisse    | Groupama-FDJ          | + 6 s       |
| 3e | Filippo Ganna     | Italie    | Ineos Grenadiers      | + 11 s      |
| 4e | Tadej Pogačar     | Slovénie  | UAE Team Emirates     | + 12 s      |
| 5e | Benjamin Thomas   | France    | Groupama-FDJ          | + 16 s      |
| 6e | Alberto Bettiol   | Italie    | EF Education-Nippo    | + 18 s      |
| 7e | João Almeida      | Portugal  | Deceuninck-Quick Step | + 24 s      |
| 8e | Kasper Asgreen    | Danemark  | Deceuninck-Quick Step | + 26 s      |
| 9e | Michael Hepburn   | Australie | Team BikeExchange     | + 27 s      |
| 10e | Tobias Ludvigsson | Suède     | Groupama-FDJ          | + 28 s      |

## Classements finals

### Classement général
| \| Classement général \| Classement général \| Classement général \| Classement général \| Classement général \| \| Coureur \| Coureur \| Pays \| Équipe \| Temps \| \| ------------------ \| ------------------ \| ------------------ \| --------------------- \| ------------------ \| \| 1er \| Tadej Pogačar \| Slovénie \| UAE Team Emirates \| 26 h 36 min 17 s \| \| 2e \| Wout van Aert \| Belgique \| Jumbo-Visma \| + 1 min 03 s \| \| 3e \| Mikel Landa \| Espagne \| Bahrain Victorious \| + 3 min 57 s \| \| 4e \| Egan Bernal \| Colombie \| Ineos Grenadiers \| + 4 min 13 s \| \| 5e \| Matteo Fabbro \| Italie \| Bora-Hansgrohe \| + 4 min 37 s \| \| 6e \| João Almeida \| Portugal \| Deceuninck-Quick Step \| + 4 min 54 s \| \| 7e \| Tim Wellens \| Belgique \| Lotto-Soudal \| + 5 min 00 s \| \| 8e \| Romain Bardet \| France \| Team DSM \| + 5 min 50 s \| \| 9e \| Vincenzo Nibali \| Italie \| Trek-Segafredo \| + 6 min 30 s \| \| 10e \| Simon Yates \| Royaume-Uni \| Team BikeExchange \| + 7 min 45 s \| |                 |             |                       |                  |
| |                 |             |                       |                  |
| Source : ProCyclingStats |                 |             |                       |                  |
| Classement général |                 |             |                       |                  |
| Coureur | Coureur         | Pays        | Équipe                | Temps            |
| 1er | Tadej Pogačar   | Slovénie    | UAE Team Emirates     | 26 h 36 min 17 s |
| 2e | Wout van Aert   | Belgique    | Jumbo-Visma           | + 1 min 03 s     |
| 3e | Mikel Landa     | Espagne     | Bahrain Victorious    | + 3 min 57 s     |
| 4e | Egan Bernal     | Colombie    | Ineos Grenadiers      | + 4 min 13 s     |
| 5e | Matteo Fabbro   | Italie      | Bora-Hansgrohe        | + 4 min 37 s     |
| 6e | João Almeida    | Portugal    | Deceuninck-Quick Step | + 4 min 54 s     |
| 7e | Tim Wellens     | Belgique    | Lotto-Soudal          | + 5 min 00 s     |
| 8e | Romain Bardet   | France      | Team DSM              | + 5 min 50 s     |
| 9e | Vincenzo Nibali | Italie      | Trek-Segafredo        | + 6 min 30 s     |
| 10e | Simon Yates     | Royaume-Uni | Team BikeExchange     | + 7 min 45 s     |

| Classement par points | Classement par points | Classement par points | Classement par points  | Classement par points |
| Coureur               | Coureur               | Pays                  | Équipe                 | Points                |
| --------------------- | --------------------- | --------------------- | ---------------------- | --------------------- |
| 1er                   | Wout van Aert         | Belgique              | Jumbo-Visma            | 55 pts                |
| 2e                    | Tadej Pogačar         | Slovénie              | UAE Team Emirates      | 42 pts                |
| 3e                    | Mathieu van der Poel  | Pays-Bas              | Alpecin-Fenix          | 39 pts                |
| 4e                    | Mads Würtz Schmidt    | Danemark              | Israel Start-Up Nation | 20 pts                |
| 5e                    | Sergio Higuita        | Colombie              | EF Education-Nippo     | 15 pts                |
| 6e                    | Simone Velasco        | Italie                | Gazprom-RusVelo        | 14 pts                |
| 7e                    | João Almeida          | Portugal              | Deceuninck-Quick Step  | 14 pts                |
| 8e                    | Davide Ballerini      | Italie                | Deceuninck-Quick Step  | 14 pts                |
| 9e                    | Simon Yates           | Royaume-Uni           | Team BikeExchange      | 13 pts                |
| 10e                   | Julian Alaphilippe    | France                | Deceuninck-Quick Step  | 12 pts                |

| Classement par points | Classement par points | Classement par points | Classement par points  | Classement par points |
| Coureur               | Coureur               | Pays                  | Équipe                 | Points                |
| --------------------- | --------------------- | --------------------- | ---------------------- | --------------------- |
| 1er                   | Wout van Aert         | Belgique              | Jumbo-Visma            | 55 pts                |
| 2e                    | Tadej Pogačar         | Slovénie              | UAE Team Emirates      | 42 pts                |
| 3e                    | Mathieu van der Poel  | Pays-Bas              | Alpecin-Fenix          | 39 pts                |
| 4e                    | Mads Würtz Schmidt    | Danemark              | Israel Start-Up Nation | 20 pts                |
| 5e                    | Sergio Higuita        | Colombie              | EF Education-Nippo     | 15 pts                |
| 6e                    | Simone Velasco        | Italie                | Gazprom-RusVelo        | 14 pts                |
| 7e                    | João Almeida          | Portugal              | Deceuninck-Quick Step  | 14 pts                |
| 8e                    | Davide Ballerini      | Italie                | Deceuninck-Quick Step  | 14 pts                |
| 9e                    | Simon Yates           | Royaume-Uni           | Team BikeExchange      | 13 pts                |
| 10e                   | Julian Alaphilippe    | France                | Deceuninck-Quick Step  | 12 pts                |

| Classement de la montagne | Classement de la montagne | Classement de la montagne | Classement de la montagne          | Classement de la montagne |
| Coureur                   | Coureur                   | Pays                      | Équipe                             | Points                    |
| ------------------------- | ------------------------- | ------------------------- | ---------------------------------- | ------------------------- |
| 1er                       | Tadej Pogačar             | Slovénie                  | UAE Team Emirates                  | 24 pts                    |
| 2e                        | Mads Würtz Schmidt        | Danemark                  | Israel Start-Up Nation             | 20 pts                    |
| 3e                        | Mathieu van der Poel      | Pays-Bas                  | Alpecin-Fenix                      | 18 pts                    |
| 4e                        | Jan Bakelants             | Belgique                  | Intermarché-Wanty-Gobert Matériaux | 16 pts                    |
| 5e                        | Simon Yates               | Royaume-Uni               | Team BikeExchange                  | 15 pts                    |
| 6e                        | Vincenzo Albanese         | Italie                    | Eolo-Kometa                        | 13 pts                    |
| 7e                        | Mattia Bais               | Italie                    | Androni Giocattoli-Sidermec        | 12 pts                    |
| 8e                        | Pello Bilbao              | Espagne                   | Bahrain Victorious                 | 8 pts                     |
| 9e                        | Simone Velasco            | Italie                    | Gazprom-RusVelo                    | 8 pts                     |
| 10e                       | Filippo Ganna             | Italie                    | Ineos Grenadiers                   | 7 pts                     |

| Classement de la montagne | Classement de la montagne | Classement de la montagne | Classement de la montagne          | Classement de la montagne |
| Coureur                   | Coureur                   | Pays                      | Équipe                             | Points                    |
| ------------------------- | ------------------------- | ------------------------- | ---------------------------------- | ------------------------- |
| 1er                       | Tadej Pogačar             | Slovénie                  | UAE Team Emirates                  | 24 pts                    |
| 2e                        | Mads Würtz Schmidt        | Danemark                  | Israel Start-Up Nation             | 20 pts                    |
| 3e                        | Mathieu van der Poel      | Pays-Bas                  | Alpecin-Fenix                      | 18 pts                    |
| 4e                        | Jan Bakelants             | Belgique                  | Intermarché-Wanty-Gobert Matériaux | 16 pts                    |
| 5e                        | Simon Yates               | Royaume-Uni               | Team BikeExchange                  | 15 pts                    |
| 6e                        | Vincenzo Albanese         | Italie                    | Eolo-Kometa                        | 13 pts                    |
| 7e                        | Mattia Bais               | Italie                    | Androni Giocattoli-Sidermec        | 12 pts                    |
| 8e                        | Pello Bilbao              | Espagne                   | Bahrain Victorious                 | 8 pts                     |
| 9e                        | Simone Velasco            | Italie                    | Gazprom-RusVelo                    | 8 pts                     |
| 10e                       | Filippo Ganna             | Italie                    | Ineos Grenadiers                   | 7 pts                     |

| Classement du meilleur jeune | Classement du meilleur jeune | Classement du meilleur jeune | Classement du meilleur jeune | Classement du meilleur jeune |
| Coureur                      | Coureur                      | Pays                         | Équipe                       | Temps                        |
| ---------------------------- | ---------------------------- | ---------------------------- | ---------------------------- | ---------------------------- |
| 1er                          | Tadej Pogačar                | Slovénie                     | UAE Team Emirates            | 26 h 36 min 17 s             |
| 2e                           | Egan Bernal                  | Colombie                     | Ineos Grenadiers             | + 4 min 13 s                 |
| 3e                           | João Almeida                 | Portugal                     | Deceuninck-Quick Step        | + 4 min 54 s                 |
| 4e                           | Tobias Foss                  | Norvège                      | Jumbo-Visma                  | + 12 min 39 s                |
| 5e                           | Pavel Sivakov                | Russie                       | Ineos Grenadiers             | + 14 min 58 s                |
| 6e                           | Sergio Higuita               | Colombie                     | EF Education-Nippo           | + 22 min 12 s                |
| 7e                           | Simon Carr                   | Royaume-Uni                  | EF Education-Nippo           | + 26 min 17 s                |
| 8e                           | Giovanni Aleotti             | Italie                       | Bora-Hansgrohe               | + 30 min 18 s                |
| 9e                           | Natnael Tesfatsion           | Érythrée                     | Androni Giocattoli-Sidermec  | + 31 min 17 s                |
| 10e                          | Quinn Simmons                | États-Unis                   | Trek-Segafredo               | + 36 min 17 s                |

| Classement du meilleur jeune | Classement du meilleur jeune | Classement du meilleur jeune | Classement du meilleur jeune | Classement du meilleur jeune |
| Coureur                      | Coureur                      | Pays                         | Équipe                       | Temps                        |
| ---------------------------- | ---------------------------- | ---------------------------- | ---------------------------- | ---------------------------- |
| 1er                          | Tadej Pogačar                | Slovénie                     | UAE Team Emirates            | 26 h 36 min 17 s             |
| 2e                           | Egan Bernal                  | Colombie                     | Ineos Grenadiers             | + 4 min 13 s                 |
| 3e                           | João Almeida                 | Portugal                     | Deceuninck-Quick Step        | + 4 min 54 s                 |
| 4e                           | Tobias Foss                  | Norvège                      | Jumbo-Visma                  | + 12 min 39 s                |
| 5e                           | Pavel Sivakov                | Russie                       | Ineos Grenadiers             | + 14 min 58 s                |
| 6e                           | Sergio Higuita               | Colombie                     | EF Education-Nippo           | + 22 min 12 s                |
| 7e                           | Simon Carr                   | Royaume-Uni                  | EF Education-Nippo           | + 26 min 17 s                |
| 8e                           | Giovanni Aleotti             | Italie                       | Bora-Hansgrohe               | + 30 min 18 s                |
| 9e                           | Natnael Tesfatsion           | Érythrée                     | Androni Giocattoli-Sidermec  | + 31 min 17 s                |
| 10e                          | Quinn Simmons                | États-Unis                   | Trek-Segafredo               | + 36 min 17 s                |

| Classement par équipes | Classement par équipes | Classement par équipes | Classement par équipes |
| Équipe                 | Équipe                 | Pays                   | Temps                  |
| ---------------------- | ---------------------- | ---------------------- | ---------------------- |
| 1re                    | Astana-Premier Tech    | Kazakhstan             | 80 h 16 min 45 s       |
| 2e                     | Ineos Grenadiers       | Royaume-Uni            | + 2 min 48 s           |
| 3e                     | Movistar Team          | Espagne                | + 13 min 15 s          |
| 4e                     | Jumbo-Visma            | Pays-Bas               | + 14 min 12 s          |
| 5e                     | Team DSM               | Allemagne              | + 17 min 34 s          |
| 6e                     | UAE Team Emirates      | Émirats arabes unis    | + 17 min 52 s          |
| 7e                     | Trek-Segafredo         | États-Unis             | + 18 min 35 s          |
| 8e                     | Bora-Hansgrohe         | Allemagne              | + 20 min 43 s          |
| 9e                     | Bahrain Victorious     | Bahreïn                | + 21 min 02 s          |
| 10e                    | Deceuninck-Quick Step  | Belgique               | + 23 min 30 s          |

| Classement par équipes | Classement par équipes | Classement par équipes | Classement par équipes |
| Équipe                 | Équipe                 | Pays                   | Temps                  |
| ---------------------- | ---------------------- | ---------------------- | ---------------------- |
| 1re                    | Astana-Premier Tech    | Kazakhstan             | 80 h 16 min 45 s       |
| 2e                     | Ineos Grenadiers       | Royaume-Uni            | + 2 min 48 s           |
| 3e                     | Movistar Team          | Espagne                | + 13 min 15 s          |
| 4e                     | Jumbo-Visma            | Pays-Bas               | + 14 min 12 s          |
| 5e                     | Team DSM               | Allemagne              | + 17 min 34 s          |
| 6e                     | UAE Team Emirates      | Émirats arabes unis    | + 17 min 52 s          |
| 7e                     | Trek-Segafredo         | États-Unis             | + 18 min 35 s          |
| 8e                     | Bora-Hansgrohe         | Allemagne              | + 20 min 43 s          |
| 9e                     | Bahrain Victorious     | Bahreïn                | + 21 min 02 s          |
| 10e                    | Deceuninck-Quick Step  | Belgique               | + 23 min 30 s          |

## Classements UCI
La course attribue des points au Classement mondial UCI 2021 selon le barème suivant.
| Position           | 1er | 2e  | 3e  | 4e  | 5e  | 6e  | 7e  | 8e  | 9e  | 10e | 11e | 12e | 13e | 14e | 15e | 16e à 20e | 21e à 30e | 31e à 50e | 51e à 55e | 56e à 60e |
| Classement général | 500 | 400 | 325 | 275 | 225 | 175 | 150 | 125 | 100 | 80  | 70  | 60  | 50  | 40  | 35  | 30        | 20        | 10        | 5         | 3         |
| Par étapes         | 60  | 25  | 10  |     |     |     |     |     |     |     |     |     |     |     |     |           |           |           |           |           |
| Leader             | 10  |     |     |     |     |     |     |     |     |     |     |     |     |     |     |           |           |           |           |           |

## Évolution des classements
| Étape              | Vainqueur            | Classement général | Classement par points | Classement de la montagne | Classement du meilleur jeune | Classement par équipes |
| ------------------ | -------------------- | ------------------ | --------------------- | ------------------------- | ---------------------------- | ---------------------- |
| 1                  | Wout van Aert        | Wout van Aert      | Wout van Aert         | Vincenzo Albanese         | Mattia Bais                  | Deceuninck-Quick Step  |
| 2                  | Julian Alaphilippe   | Wout van Aert      | Wout van Aert         | Vincenzo Albanese         | Pavel Sivakov                | Deceuninck-Quick Step  |
| 3                  | Mathieu van der Poel | Wout van Aert      | Wout van Aert         | Vincenzo Albanese         | Tadej Pogačar                | Deceuninck-Quick Step  |
| 4                  | Tadej Pogačar        | Tadej Pogačar      | Wout van Aert         | Tadej Pogačar             | Tadej Pogačar                | Ineos Grenadiers       |
| 5                  | Mathieu van der Poel | Tadej Pogačar      | Wout van Aert         | Tadej Pogačar             | Tadej Pogačar                | Astana-Premier Tech    |
| 6                  | Mads Würtz Schmidt   | Tadej Pogačar      | Wout van Aert         | Tadej Pogačar             | Tadej Pogačar                | Astana-Premier Tech    |
| 7                  | Wout van Aert        | Tadej Pogačar      | Wout van Aert         | Tadej Pogačar             | Tadej Pogačar                | Astana-Premier Tech    |
| Classements finals | Classements finals   | Tadej Pogačar      | Wout van Aert         | Tadej Pogačar             | Tadej Pogačar                | Astana-Premier Tech    |

## Liste des participants
| Team BikeExchange BEX                              | Team BikeExchange BEX         | Team BikeExchange BEX |
| -------------------------------------------------- | ----------------------------- | --------------------- |
| Num                                                | Coureur                       | Pos                   |
| 1                                                  | Simon Yates (GBR)             | 10e                   |
| 2                                                  | Jack Bauer (NZL)              | NP-7                  |
| 3                                                  | Michael Hepburn (AUS)         | 124e                  |
| 4                                                  | Christopher Juul Jensen (DEN) | 56e                   |
| 5                                                  | Luka Mezgec (SLO)             | 86e                   |
| 6                                                  | Robert Stannard (AUS)         | 64e                   |
| 7                                                  | Andrey Zeits (KAZ)            | 76e                   |
| Directeur sportif : Matthew White, Vittorio Algeri |                               |                       |

| AG2R Citroën Team ACT                               | AG2R Citroën Team ACT   | AG2R Citroën Team ACT |
| --------------------------------------------------- | ----------------------- | --------------------- |
| Num                                                 | Coureur                 | Pos                   |
| 11                                                  | Greg Van Avermaet (BEL) | 34e                   |
| 12                                                  | Geoffrey Bouchard (FRA) | 25e                   |
| 13                                                  | Lilian Calmejane (FRA)  | 143e                  |
| 14                                                  | Nans Peters (FRA)       | 104e                  |
| 15                                                  | Michael Schär (SUI)     | 46e                   |
| 16                                                  | Andrea Vendrame (ITA)   | 66e                   |
| 17                                                  | Lawrence Warbasse (USA) | 60e                   |
| Directeur sportif : Didier Jannel, Artūras Kasputis |                         |                       |

| Alpecin-Fenix AFC                                    | Alpecin-Fenix AFC                  | Alpecin-Fenix AFC |
| ---------------------------------------------------- | ---------------------------------- | ----------------- |
| Num                                                  | Coureur                            | Pos               |
| 21                                                   | Mathieu van der Poel (NED) (route) | 32e               |
| 22                                                   | Tim Merlier (BEL)                  | 115e              |
| 23                                                   | Xandro Meurisse (BEL)              | 107e              |
| 24                                                   | Jonas Rickaert (BEL)               | AB-5              |
| 25                                                   | Petr Vakoč (CZE)                   | 74e               |
| 26                                                   | Otto Vergaerde (BEL)               | 132e              |
| 27                                                   | Gianni Vermeersch (BEL)            | 88e               |
| Directeur sportif : Bart Leysen, Christoph Roodhooft |                                    |                   |

| Androni Giocattoli-Sidermec ANS                             | Androni Giocattoli-Sidermec ANS | Androni Giocattoli-Sidermec ANS |
| ----------------------------------------------------------- | ------------------------------- | ------------------------------- |
| Num                                                         | Coureur                         | Pos                             |
| 31                                                          | Mattia Bais (ITA)               | 102e                            |
| 32                                                          | Alessandro Bisolti (ITA)        | 99e                             |
| 33                                                          | Matteo Malucelli (ITA)          | 137e                            |
| 34                                                          | Daniel Muñoz (COL)              | 82e                             |
| 35                                                          | Simon Pellaud (SUI)             | 148e                            |
| 36                                                          | Eduardo Sepúlveda (ARG)         | 36e                             |
| 37                                                          | Natnael Tesfatsion (ERI)        | 48e                             |
| Directeur sportif : Giovanni Ellena, Alessandro Spezialetti |                                 |                                 |

| Astana-Premier Tech APT                                   | Astana-Premier Tech APT | Astana-Premier Tech APT |
| --------------------------------------------------------- | ----------------------- | ----------------------- |
| Num                                                       | Coureur                 | Pos                     |
| 41                                                        | Jakob Fuglsang (DEN)    | 21e                     |
| 42                                                        | Alex Aranburu (ESP)     | 30e                     |
| 43                                                        | Manuele Boaro (ITA)     | 95e                     |
| 44                                                        | Fabio Felline (ITA)     | 14e                     |
| 45                                                        | Hugo Houle (CAN)        | 13e                     |
| 46                                                        | Gorka Izagirre (ESP)    | AB-7                    |
| 47                                                        | Davide Martinelli (ITA) | 154e                    |
| Directeur sportif : Giuseppe Martinelli, Bruno Cenghialta |                         |                         |

| Bahrain Victorious TBV                                 | Bahrain Victorious TBV      | Bahrain Victorious TBV |
| ------------------------------------------------------ | --------------------------- | ---------------------- |
| Num                                                    | Coureur                     | Pos                    |
| 51                                                     | Mikel Landa (ESP)           | 3e                     |
| 52                                                     | Pello Bilbao (ESP) (chrono) | 61e                    |
| 53                                                     | Damiano Caruso (ITA)        | 37e                    |
| 54                                                     | Eros Capecchi (ITA)         | 121e                   |
| 55                                                     | Mark Padun (UKR)            | 122e                   |
| 56                                                     | Jan Tratnik (SLO)           | 146e                   |
| 57                                                     | Fred Wright (GBR)           | 101e                   |
| Directeur sportif : Gorazd Štangelj, Franco Pellizotti |                             |                        |

| Bora-Hansgrohe BOH                               | Bora-Hansgrohe BOH     | Bora-Hansgrohe BOH |
| ------------------------------------------------ | ---------------------- | ------------------ |
| Num                                              | Coureur                | Pos                |
| 61                                               | Peter Sagan (SVK)      | 130e               |
| 62                                               | Giovanni Aleotti (ITA) | 45e                |
| 63                                               | Maciej Bodnar (POL)    | 114e               |
| 64                                               | Marcus Burghardt (GER) | 92e                |
| 65                                               | Matteo Fabbro (ITA)    | 5e                 |
| 66                                               | Patrick Konrad (AUT)   | 27e                |
| 67                                               | Daniel Oss (ITA)       | 69e                |
| Directeur sportif : Steffen Radochla, Ján Valach |                        |                    |

| Cofidis COF                                           | Cofidis COF             | Cofidis COF |
| ----------------------------------------------------- | ----------------------- | ----------- |
| Num                                                   | Coureur                 | Pos         |
| 71                                                    | Elia Viviani (ITA)      | 147e        |
| 72                                                    | Tom Bohli (SUI)         | AB-3        |
| 73                                                    | Jempy Drucker (LUX)     | AB-6        |
| 74                                                    | Nathan Haas (AUS)       | AB-3        |
| 75                                                    | Fabio Sabatini (ITA)    | 158e        |
| 76                                                    | Kenneth Vanbilsen (BEL) | 135e        |
| 77                                                    | Attilio Viviani (ITA)   | 159e        |
| Directeur sportif : Roberto Damiani, Bingen Fernández |                         |             |

| Deceuninck-Quick Step DQT                            | Deceuninck-Quick Step DQT              | Deceuninck-Quick Step DQT |
| ---------------------------------------------------- | -------------------------------------- | ------------------------- |
| Num                                                  | Coureur                                | Pos                       |
| 81                                                   | Julian Alaphilippe (FRA) (route)       | 41e                       |
| 82                                                   | João Almeida (POR)                     | 6e                        |
| 83                                                   | Kasper Asgreen (DEN) (route et chrono) | 58e                       |
| 84                                                   | Davide Ballerini (ITA)                 | 87e                       |
| 85                                                   | Álvaro Hodeg (COL)                     | AB-6                      |
| 86                                                   | Zdeněk Štybar (CZE)                    | 50e                       |
| 87                                                   | Bert Van Lerberghe (BEL)               | 108e                      |
| Directeur sportif : Davide Bramati, Wilfried Peeters |                                        |                           |

| EF Education-Nippo EFN                         | EF Education-Nippo EFN       | EF Education-Nippo EFN |
| ---------------------------------------------- | ---------------------------- | ---------------------- |
| Num                                            | Coureur                      | Pos                    |
| 91                                             | Sergio Higuita (COL) (route) | 35e                    |
| 92                                             | Alberto Bettiol (ITA)        | 84e                    |
| 93                                             | Simon Carr (GBR)             | 39e                    |
| 94                                             | Lawson Craddock (USA)        | AB-3                   |
| 95                                             | Alex Howes (USA) (route)     | 150e                   |
| 96                                             | Sebastian Langeveld (NED)    | 140e                   |
| 97                                             | Thomas Scully (NZL)          | 151e                   |
| Directeur sportif : Tom Southam, Ken Vanmarcke |                              |                        |

| Eolo-Kometa EOK                                               | Eolo-Kometa EOK         | Eolo-Kometa EOK |
| ------------------------------------------------------------- | ----------------------- | --------------- |
| Num                                                           | Coureur                 | Pos             |
| 101                                                           | Manuel Belletti (ITA)   | NP-4            |
| 102                                                           | Vincenzo Albanese (ITA) | 133e            |
| 103                                                           | John Archibald (GBR)    | 149e            |
| 104                                                           | Davide Bais (ITA)       | 153e            |
| 105                                                           | Mark Christian (GBR)    | 112e            |
| 106                                                           | Samuele Rivi (ITA)      | 157e            |
| 107                                                           | Alejandro Ropero (ESP)  | 83e             |
| Directeur sportif : Stefano Zanatta, Jesús Hernández Blázquez |                         |                 |

| Gazprom-RusVelo GAZ                                   | Gazprom-RusVelo GAZ   | Gazprom-RusVelo GAZ |
| ----------------------------------------------------- | --------------------- | ------------------- |
| Num                                                   | Coureur               | Pos                 |
| 111                                                   | Ilnur Zakarin (RUS)   | 31e                 |
| 112                                                   | Marco Canola (ITA)    | 129e                |
| 113                                                   | Pavel Kochetkov (RUS) | 79e                 |
| 114                                                   | Roman Kreuziger (CZE) | 77e                 |
| 115                                                   | Denis Nekrasov (RUS)  | 123e                |
| 116                                                   | Ivan Rovny (RUS)      | 152e                |
| 117                                                   | Simone Velasco (ITA)  | 110e                |
| Directeur sportif : Dimitri Konyshev, Alexander Serov |                       |                     |

| Groupama-FDJ GFC                                      | Groupama-FDJ GFC                    | Groupama-FDJ GFC |
| ----------------------------------------------------- | ----------------------------------- | ---------------- |
| Num                                                   | Coureur                             | Pos              |
| 121                                                   | Thibaut Pinot (FRA)                 | 43e              |
| 122                                                   | Kevin Geniets (LUX) (route)         | 105e             |
| 123                                                   | Stefan Küng (SUI) (route et chrono) | 73e              |
| 124                                                   | Tobias Ludvigsson (SWE)             | 98e              |
| 125                                                   | Valentin Madouas (FRA)              | 55e              |
| 126                                                   | Rudy Molard (FRA)                   | 16e              |
| 127                                                   | Benjamin Thomas (FRA)               | 59e              |
| Directeur sportif : Sébastien Joly, Benoît Vaugrenard |                                     |                  |

| Ineos Grenadiers IGD                            | Ineos Grenadiers IGD         | Ineos Grenadiers IGD |
| ----------------------------------------------- | ---------------------------- | -------------------- |
| Num                                             | Coureur                      | Pos                  |
| 131                                             | Egan Bernal (COL)            | 4e                   |
| 132                                             | Jonathan Castroviejo (ESP)   | 52e                  |
| 133                                             | Filippo Ganna (ITA) (chrono) | 71e                  |
| 134                                             | Michał Kwiatkowski (POL)     | 51e                  |
| 135                                             | Salvatore Puccio (ITA)       | 100e                 |
| 136                                             | Pavel Sivakov (RUS)          | 19e                  |
| 137                                             | Geraint Thomas (GBR)         | 24e                  |
| Directeur sportif : Oliver Cookson, Dario Cioni |                              |                      |

| Intermarché-Wanty-Gobert Matériaux IWG         | Intermarché-Wanty-Gobert Matériaux IWG | Intermarché-Wanty-Gobert Matériaux IWG |
| ---------------------------------------------- | -------------------------------------- | -------------------------------------- |
| Num                                            | Coureur                                | Pos                                    |
| 141                                            | Jan Bakelants (BEL)                    | 40e                                    |
| 142                                            | Aimé De Gendt (BEL)                    | 138e                                   |
| 143                                            | Jan Hirt (CZE)                         | 81e                                    |
| 144                                            | Andrea Pasqualon (ITA)                 | 85e                                    |
| 145                                            | Lorenzo Rota (ITA)                     | 22e                                    |
| 146                                            | Pieter Vanspeybrouck (BEL)             | 117e                                   |
| 147                                            | Loïc Vliegen (BEL)                     | 78e                                    |
| Directeur sportif : Valerio Piva, Aike Visbeek |                                        |                                        |

| Israel Start-Up Nation ISN                         | Israel Start-Up Nation ISN | Israel Start-Up Nation ISN |
| -------------------------------------------------- | -------------------------- | -------------------------- |
| Num                                                | Coureur                    | Pos                        |
| 151                                                | Guillaume Boivin (CAN)     | 127e                       |
| 152                                                | Guy Niv (ISR)              | 63e                        |
| 153                                                | Jenthe Biermans (BEL)      | NP-7                       |
| 154                                                | Davide Cimolai (ITA)       | 125e                       |
| 155                                                | Alessandro De Marchi (ITA) | 17e                        |
| 156                                                | Hugo Hofstetter (FRA)      | 67e                        |
| 157                                                | Mads Würtz Schmidt (DEN)   | 65e                        |
| Directeur sportif : Nicki Sørensen, Cherie Pridham |                            |                            |

| Jumbo-Visma TJV                                    | Jumbo-Visma TJV              | Jumbo-Visma TJV |
| -------------------------------------------------- | ---------------------------- | --------------- |
| Num                                                | Coureur                      | Pos             |
| 161                                                | Wout van Aert (BEL) (chrono) | 2e              |
| 162                                                | Edoardo Affini (ITA)         | 144e            |
| 163                                                | Tobias Foss (NOR)            | 15e             |
| 164                                                | Robert Gesink (NED)          | 62e             |
| 165                                                | Paul Martens (GER)           | 155e            |
| 166                                                | Timo Roosen (NED)            | 72e             |
| 167                                                | Nathan Van Hooydonck (BEL)   | 93e             |
| Directeur sportif : Addy Engels, Arthur van Dongen |                              |                 |

| Lotto-Soudal LTS                               | Lotto-Soudal LTS         | Lotto-Soudal LTS |
| ---------------------------------------------- | ------------------------ | ---------------- |
| Num                                            | Coureur                  | Pos              |
| 171                                            | Tim Wellens (BEL)        | 7e               |
| 172                                            | Jasper De Buyst (BEL)    | 47e              |
| 173                                            | Caleb Ewan (AUS)         | AB-3             |
| 174                                            | Frederik Frison (BEL)    | 134e             |
| 175                                            | Roger Kluge (GER)        | 131e             |
| 176                                            | Tosh Van der Sande (BEL) | 118e             |
| 177                                            | Brent Van Moer (BEL)     | 91e              |
| Directeur sportif : Mario Aerts, Herman Frison |                          |                  |

| Movistar Team MOV                                      | Movistar Team MOV         | Movistar Team MOV |
| ------------------------------------------------------ | ------------------------- | ----------------- |
| Num                                                    | Coureur                   | Pos               |
| 181                                                    | Iván García Cortina (ESP) | NP-6              |
| 182                                                    | Dario Cataldo (ITA)       | 49e               |
| 183                                                    | Nélson Oliveira (POR)     | 68e               |
| 184                                                    | Gonzalo Serrano (ESP)     | 38e               |
| 185                                                    | Marc Soler (ESP)          | 11e               |
| 186                                                    | Albert Torres (ESP)       | 142e              |
| 187                                                    | Davide Villella (ITA)     | 42e               |
| Directeur sportif : Maximilian Sciandri, Pablo Lastras |                           |                   |

| Arkéa-Samsic ARK                                      | Arkéa-Samsic ARK         | Arkéa-Samsic ARK |
| ----------------------------------------------------- | ------------------------ | ---------------- |
| Num                                                   | Coureur                  | Pos              |
| 191                                                   | Nairo Quintana (COL)     | 12e              |
| 192                                                   | Thomas Boudat (FRA)      | 128e             |
| 193                                                   | Laurent Pichon (FRA)     | 103e             |
| 194                                                   | Thibault Guernalec (FRA) | 89e              |
| 195                                                   | Kévin Ledanois (FRA)     | 90e              |
| 196                                                   | Łukasz Owsian (POL)      | 70e              |
| 197                                                   | Diego Rosa (ITA)         | 139e             |
| Directeur sportif : Sébastien Hinault, Flavien Soenen |                          |                  |

| Team DSM DSM                                     | Team DSM DSM            | Team DSM DSM |
| ------------------------------------------------ | ----------------------- | ------------ |
| Num                                              | Coureur                 | Pos          |
| 201                                              | Romain Bardet (FRA)     | 8e           |
| 202                                              | Nikias Arndt (GER)      | 97e          |
| 203                                              | Nico Denz (GER)         | NP-7         |
| 204                                              | Chris Hamilton (AUS)    | 29e          |
| 205                                              | Max Kanter (GER)        | NP-7         |
| 206                                              | Joris Nieuwenhuis (NED) | 94e          |
| 207                                              | Martijn Tusveld (NED)   | 33e          |
| Directeur sportif : Philip West, Matthew Winston |                         |              |

| Qhubeka Assos TQA                                   | Qhubeka Assos TQA        | Qhubeka Assos TQA |
| --------------------------------------------------- | ------------------------ | ----------------- |
| Num                                                 | Coureur                  | Pos               |
| 211                                                 | Domenico Pozzovivo (ITA) | 28e               |
| 212                                                 | Simon Clarke (AUS)       | 44e               |
| 213                                                 | Michael Gogl (AUT)       | NP-6              |
| 214                                                 | Bert-Jan Lindeman (NED)  | 119e              |
| 215                                                 | Dimitri Claeys (BEL)     | 113e              |
| 216                                                 | Emil Vinjebo (DEN)       | 96e               |
| 217                                                 | Łukasz Wiśniowski (POL)  | AB-5              |
| Directeur sportif : Lars Michaelsen, Hendrik Redant |                          |                   |

| Total Direct Énergie TDE                            | Total Direct Énergie TDE | Total Direct Énergie TDE |
| --------------------------------------------------- | ------------------------ | ------------------------ |
| Num                                                 | Coureur                  | Pos                      |
| 221                                                 | Niki Terpstra (NED)      | 145e                     |
| 222                                                 | Niccolò Bonifazio (ITA)  | 116e                     |
| 223                                                 | Víctor de la Parte (ESP) | 18e                      |
| 224                                                 | Lorrenzo Manzin (FRA)    | 120e                     |
| 225                                                 | Adrien Petit (FRA)       | 111e                     |
| 226                                                 | Cristian Rodríguez (ESP) | 23e                      |
| 227                                                 | Julien Simon (FRA)       | 53e                      |
| Directeur sportif : Lylian Lebreton, Alexis Loiseau |                          |                          |

| Trek-Segafredo TFS                              | Trek-Segafredo TFS     | Trek-Segafredo TFS |
| ----------------------------------------------- | ---------------------- | ------------------ |
| Num                                             | Coureur                | Pos                |
| 231                                             | Vincenzo Nibali (ITA)  | 9e                 |
| 232                                             | Giulio Ciccone (ITA)   | 26e                |
| 233                                             | Emīls Liepiņš (LAT)    | 109e               |
| 234                                             | Matteo Moschetti (ITA) | 156e               |
| 235                                             | Ryan Mullen (IRL)      | 136e               |
| 236                                             | Quinn Simmons (USA)    | 54e                |
| 237                                             | Toms Skujiņš (LAT)     | 80e                |
| Directeur sportif : Kim Andersen, Adriano Baffi |                        |                    |

| UAE Team Emirates UAD                              | UAE Team Emirates UAD             | UAE Team Emirates UAD |
| -------------------------------------------------- | --------------------------------- | --------------------- |
| Num                                                | Coureur                           | Pos                   |
| 241                                                | Tadej Pogačar (SLO) (chrono)      | 1er                   |
| 242                                                | Davide Formolo (ITA)              | 20e                   |
| 243                                                | Fernando Gaviria (COL)            | 126e                  |
| 244                                                | Rafał Majka (POL)                 | 57e                   |
| 245                                                | Ivo Oliveira (POR) (chrono)       | 106e                  |
| 246                                                | Jan Polanc (SLO)                  | 75e                   |
| 247                                                | Maximiliano Richeze (ARG) (route) | 141e                  |
| Directeur sportif : Andrej Hauptman, Marco Marzano |                                   |                       |

| Team BikeExchange BEX                              | Team BikeExchange BEX         | Team BikeExchange BEX |
| -------------------------------------------------- | ----------------------------- | --------------------- |
| Num                                                | Coureur                       | Pos                   |
| 1                                                  | Simon Yates (GBR)             | 10e                   |
| 2                                                  | Jack Bauer (NZL)              | NP-7                  |
| 3                                                  | Michael Hepburn (AUS)         | 124e                  |
| 4                                                  | Christopher Juul Jensen (DEN) | 56e                   |
| 5                                                  | Luka Mezgec (SLO)             | 86e                   |
| 6                                                  | Robert Stannard (AUS)         | 64e                   |
| 7                                                  | Andrey Zeits (KAZ)            | 76e                   |
| Directeur sportif : Matthew White, Vittorio Algeri |                               |                       |

| AG2R Citroën Team ACT                               | AG2R Citroën Team ACT   | AG2R Citroën Team ACT |
| --------------------------------------------------- | ----------------------- | --------------------- |
| Num                                                 | Coureur                 | Pos                   |
| 11                                                  | Greg Van Avermaet (BEL) | 34e                   |
| 12                                                  | Geoffrey Bouchard (FRA) | 25e                   |
| 13                                                  | Lilian Calmejane (FRA)  | 143e                  |
| 14                                                  | Nans Peters (FRA)       | 104e                  |
| 15                                                  | Michael Schär (SUI)     | 46e                   |
| 16                                                  | Andrea Vendrame (ITA)   | 66e                   |
| 17                                                  | Lawrence Warbasse (USA) | 60e                   |
| Directeur sportif : Didier Jannel, Artūras Kasputis |                         |                       |

| Alpecin-Fenix AFC                                    | Alpecin-Fenix AFC                  | Alpecin-Fenix AFC |
| ---------------------------------------------------- | ---------------------------------- | ----------------- |
| Num                                                  | Coureur                            | Pos               |
| 21                                                   | Mathieu van der Poel (NED) (route) | 32e               |
| 22                                                   | Tim Merlier (BEL)                  | 115e              |
| 23                                                   | Xandro Meurisse (BEL)              | 107e              |
| 24                                                   | Jonas Rickaert (BEL)               | AB-5              |
| 25                                                   | Petr Vakoč (CZE)                   | 74e               |
| 26                                                   | Otto Vergaerde (BEL)               | 132e              |
| 27                                                   | Gianni Vermeersch (BEL)            | 88e               |
| Directeur sportif : Bart Leysen, Christoph Roodhooft |                                    |                   |

| Androni Giocattoli-Sidermec ANS                             | Androni Giocattoli-Sidermec ANS | Androni Giocattoli-Sidermec ANS |
| ----------------------------------------------------------- | ------------------------------- | ------------------------------- |
| Num                                                         | Coureur                         | Pos                             |
| 31                                                          | Mattia Bais (ITA)               | 102e                            |
| 32                                                          | Alessandro Bisolti (ITA)        | 99e                             |
| 33                                                          | Matteo Malucelli (ITA)          | 137e                            |
| 34                                                          | Daniel Muñoz (COL)              | 82e                             |
| 35                                                          | Simon Pellaud (SUI)             | 148e                            |
| 36                                                          | Eduardo Sepúlveda (ARG)         | 36e                             |
| 37                                                          | Natnael Tesfatsion (ERI)        | 48e                             |
| Directeur sportif : Giovanni Ellena, Alessandro Spezialetti |                                 |                                 |

| Astana-Premier Tech APT                                   | Astana-Premier Tech APT | Astana-Premier Tech APT |
| --------------------------------------------------------- | ----------------------- | ----------------------- |
| Num                                                       | Coureur                 | Pos                     |
| 41                                                        | Jakob Fuglsang (DEN)    | 21e                     |
| 42                                                        | Alex Aranburu (ESP)     | 30e                     |
| 43                                                        | Manuele Boaro (ITA)     | 95e                     |
| 44                                                        | Fabio Felline (ITA)     | 14e                     |
| 45                                                        | Hugo Houle (CAN)        | 13e                     |
| 46                                                        | Gorka Izagirre (ESP)    | AB-7                    |
| 47                                                        | Davide Martinelli (ITA) | 154e                    |
| Directeur sportif : Giuseppe Martinelli, Bruno Cenghialta |                         |                         |

| Bahrain Victorious TBV                                 | Bahrain Victorious TBV      | Bahrain Victorious TBV |
| ------------------------------------------------------ | --------------------------- | ---------------------- |
| Num                                                    | Coureur                     | Pos                    |
| 51                                                     | Mikel Landa (ESP)           | 3e                     |
| 52                                                     | Pello Bilbao (ESP) (chrono) | 61e                    |
| 53                                                     | Damiano Caruso (ITA)        | 37e                    |
| 54                                                     | Eros Capecchi (ITA)         | 121e                   |
| 55                                                     | Mark Padun (UKR)            | 122e                   |
| 56                                                     | Jan Tratnik (SLO)           | 146e                   |
| 57                                                     | Fred Wright (GBR)           | 101e                   |
| Directeur sportif : Gorazd Štangelj, Franco Pellizotti |                             |                        |

| Bora-Hansgrohe BOH                               | Bora-Hansgrohe BOH     | Bora-Hansgrohe BOH |
| ------------------------------------------------ | ---------------------- | ------------------ |
| Num                                              | Coureur                | Pos                |
| 61                                               | Peter Sagan (SVK)      | 130e               |
| 62                                               | Giovanni Aleotti (ITA) | 45e                |
| 63                                               | Maciej Bodnar (POL)    | 114e               |
| 64                                               | Marcus Burghardt (GER) | 92e                |
| 65                                               | Matteo Fabbro (ITA)    | 5e                 |
| 66                                               | Patrick Konrad (AUT)   | 27e                |
| 67                                               | Daniel Oss (ITA)       | 69e                |
| Directeur sportif : Steffen Radochla, Ján Valach |                        |                    |

| Cofidis COF                                           | Cofidis COF             | Cofidis COF |
| ----------------------------------------------------- | ----------------------- | ----------- |
| Num                                                   | Coureur                 | Pos         |
| 71                                                    | Elia Viviani (ITA)      | 147e        |
| 72                                                    | Tom Bohli (SUI)         | AB-3        |
| 73                                                    | Jempy Drucker (LUX)     | AB-6        |
| 74                                                    | Nathan Haas (AUS)       | AB-3        |
| 75                                                    | Fabio Sabatini (ITA)    | 158e        |
| 76                                                    | Kenneth Vanbilsen (BEL) | 135e        |
| 77                                                    | Attilio Viviani (ITA)   | 159e        |
| Directeur sportif : Roberto Damiani, Bingen Fernández |                         |             |

| Deceuninck-Quick Step DQT                            | Deceuninck-Quick Step DQT              | Deceuninck-Quick Step DQT |
| ---------------------------------------------------- | -------------------------------------- | ------------------------- |
| Num                                                  | Coureur                                | Pos                       |
| 81                                                   | Julian Alaphilippe (FRA) (route)       | 41e                       |
| 82                                                   | João Almeida (POR)                     | 6e                        |
| 83                                                   | Kasper Asgreen (DEN) (route et chrono) | 58e                       |
| 84                                                   | Davide Ballerini (ITA)                 | 87e                       |
| 85                                                   | Álvaro Hodeg (COL)                     | AB-6                      |
| 86                                                   | Zdeněk Štybar (CZE)                    | 50e                       |
| 87                                                   | Bert Van Lerberghe (BEL)               | 108e                      |
| Directeur sportif : Davide Bramati, Wilfried Peeters |                                        |                           |

| EF Education-Nippo EFN                         | EF Education-Nippo EFN       | EF Education-Nippo EFN |
| ---------------------------------------------- | ---------------------------- | ---------------------- |
| Num                                            | Coureur                      | Pos                    |
| 91                                             | Sergio Higuita (COL) (route) | 35e                    |
| 92                                             | Alberto Bettiol (ITA)        | 84e                    |
| 93                                             | Simon Carr (GBR)             | 39e                    |
| 94                                             | Lawson Craddock (USA)        | AB-3                   |
| 95                                             | Alex Howes (USA) (route)     | 150e                   |
| 96                                             | Sebastian Langeveld (NED)    | 140e                   |
| 97                                             | Thomas Scully (NZL)          | 151e                   |
| Directeur sportif : Tom Southam, Ken Vanmarcke |                              |                        |

| Eolo-Kometa EOK                                               | Eolo-Kometa EOK         | Eolo-Kometa EOK |
| ------------------------------------------------------------- | ----------------------- | --------------- |
| Num                                                           | Coureur                 | Pos             |
| 101                                                           | Manuel Belletti (ITA)   | NP-4            |
| 102                                                           | Vincenzo Albanese (ITA) | 133e            |
| 103                                                           | John Archibald (GBR)    | 149e            |
| 104                                                           | Davide Bais (ITA)       | 153e            |
| 105                                                           | Mark Christian (GBR)    | 112e            |
| 106                                                           | Samuele Rivi (ITA)      | 157e            |
| 107                                                           | Alejandro Ropero (ESP)  | 83e             |
| Directeur sportif : Stefano Zanatta, Jesús Hernández Blázquez |                         |                 |

| Gazprom-RusVelo GAZ                                   | Gazprom-RusVelo GAZ   | Gazprom-RusVelo GAZ |
| ----------------------------------------------------- | --------------------- | ------------------- |
| Num                                                   | Coureur               | Pos                 |
| 111                                                   | Ilnur Zakarin (RUS)   | 31e                 |
| 112                                                   | Marco Canola (ITA)    | 129e                |
| 113                                                   | Pavel Kochetkov (RUS) | 79e                 |
| 114                                                   | Roman Kreuziger (CZE) | 77e                 |
| 115                                                   | Denis Nekrasov (RUS)  | 123e                |
| 116                                                   | Ivan Rovny (RUS)      | 152e                |
| 117                                                   | Simone Velasco (ITA)  | 110e                |
| Directeur sportif : Dimitri Konyshev, Alexander Serov |                       |                     |

| Groupama-FDJ GFC                                      | Groupama-FDJ GFC                    | Groupama-FDJ GFC |
| ----------------------------------------------------- | ----------------------------------- | ---------------- |
| Num                                                   | Coureur                             | Pos              |
| 121                                                   | Thibaut Pinot (FRA)                 | 43e              |
| 122                                                   | Kevin Geniets (LUX) (route)         | 105e             |
| 123                                                   | Stefan Küng (SUI) (route et chrono) | 73e              |
| 124                                                   | Tobias Ludvigsson (SWE)             | 98e              |
| 125                                                   | Valentin Madouas (FRA)              | 55e              |
| 126                                                   | Rudy Molard (FRA)                   | 16e              |
| 127                                                   | Benjamin Thomas (FRA)               | 59e              |
| Directeur sportif : Sébastien Joly, Benoît Vaugrenard |                                     |                  |

| Ineos Grenadiers IGD                            | Ineos Grenadiers IGD         | Ineos Grenadiers IGD |
| ----------------------------------------------- | ---------------------------- | -------------------- |
| Num                                             | Coureur                      | Pos                  |
| 131                                             | Egan Bernal (COL)            | 4e                   |
| 132                                             | Jonathan Castroviejo (ESP)   | 52e                  |
| 133                                             | Filippo Ganna (ITA) (chrono) | 71e                  |
| 134                                             | Michał Kwiatkowski (POL)     | 51e                  |
| 135                                             | Salvatore Puccio (ITA)       | 100e                 |
| 136                                             | Pavel Sivakov (RUS)          | 19e                  |
| 137                                             | Geraint Thomas (GBR)         | 24e                  |
| Directeur sportif : Oliver Cookson, Dario Cioni |                              |                      |

| Intermarché-Wanty-Gobert Matériaux IWG         | Intermarché-Wanty-Gobert Matériaux IWG | Intermarché-Wanty-Gobert Matériaux IWG |
| ---------------------------------------------- | -------------------------------------- | -------------------------------------- |
| Num                                            | Coureur                                | Pos                                    |
| 141                                            | Jan Bakelants (BEL)                    | 40e                                    |
| 142                                            | Aimé De Gendt (BEL)                    | 138e                                   |
| 143                                            | Jan Hirt (CZE)                         | 81e                                    |
| 144                                            | Andrea Pasqualon (ITA)                 | 85e                                    |
| 145                                            | Lorenzo Rota (ITA)                     | 22e                                    |
| 146                                            | Pieter Vanspeybrouck (BEL)             | 117e                                   |
| 147                                            | Loïc Vliegen (BEL)                     | 78e                                    |
| Directeur sportif : Valerio Piva, Aike Visbeek |                                        |                                        |

| Israel Start-Up Nation ISN                         | Israel Start-Up Nation ISN | Israel Start-Up Nation ISN |
| -------------------------------------------------- | -------------------------- | -------------------------- |
| Num                                                | Coureur                    | Pos                        |
| 151                                                | Guillaume Boivin (CAN)     | 127e                       |
| 152                                                | Guy Niv (ISR)              | 63e                        |
| 153                                                | Jenthe Biermans (BEL)      | NP-7                       |
| 154                                                | Davide Cimolai (ITA)       | 125e                       |
| 155                                                | Alessandro De Marchi (ITA) | 17e                        |
| 156                                                | Hugo Hofstetter (FRA)      | 67e                        |
| 157                                                | Mads Würtz Schmidt (DEN)   | 65e                        |
| Directeur sportif : Nicki Sørensen, Cherie Pridham |                            |                            |

| Jumbo-Visma TJV                                    | Jumbo-Visma TJV              | Jumbo-Visma TJV |
| -------------------------------------------------- | ---------------------------- | --------------- |
| Num                                                | Coureur                      | Pos             |
| 161                                                | Wout van Aert (BEL) (chrono) | 2e              |
| 162                                                | Edoardo Affini (ITA)         | 144e            |
| 163                                                | Tobias Foss (NOR)            | 15e             |
| 164                                                | Robert Gesink (NED)          | 62e             |
| 165                                                | Paul Martens (GER)           | 155e            |
| 166                                                | Timo Roosen (NED)            | 72e             |
| 167                                                | Nathan Van Hooydonck (BEL)   | 93e             |
| Directeur sportif : Addy Engels, Arthur van Dongen |                              |                 |

| Lotto-Soudal LTS                               | Lotto-Soudal LTS         | Lotto-Soudal LTS |
| ---------------------------------------------- | ------------------------ | ---------------- |
| Num                                            | Coureur                  | Pos              |
| 171                                            | Tim Wellens (BEL)        | 7e               |
| 172                                            | Jasper De Buyst (BEL)    | 47e              |
| 173                                            | Caleb Ewan (AUS)         | AB-3             |
| 174                                            | Frederik Frison (BEL)    | 134e             |
| 175                                            | Roger Kluge (GER)        | 131e             |
| 176                                            | Tosh Van der Sande (BEL) | 118e             |
| 177                                            | Brent Van Moer (BEL)     | 91e              |
| Directeur sportif : Mario Aerts, Herman Frison |                          |                  |

| Movistar Team MOV                                      | Movistar Team MOV         | Movistar Team MOV |
| ------------------------------------------------------ | ------------------------- | ----------------- |
| Num                                                    | Coureur                   | Pos               |
| 181                                                    | Iván García Cortina (ESP) | NP-6              |
| 182                                                    | Dario Cataldo (ITA)       | 49e               |
| 183                                                    | Nélson Oliveira (POR)     | 68e               |
| 184                                                    | Gonzalo Serrano (ESP)     | 38e               |
| 185                                                    | Marc Soler (ESP)          | 11e               |
| 186                                                    | Albert Torres (ESP)       | 142e              |
| 187                                                    | Davide Villella (ITA)     | 42e               |
| Directeur sportif : Maximilian Sciandri, Pablo Lastras |                           |                   |

| Arkéa-Samsic ARK                                      | Arkéa-Samsic ARK         | Arkéa-Samsic ARK |
| ----------------------------------------------------- | ------------------------ | ---------------- |
| Num                                                   | Coureur                  | Pos              |
| 191                                                   | Nairo Quintana (COL)     | 12e              |
| 192                                                   | Thomas Boudat (FRA)      | 128e             |
| 193                                                   | Laurent Pichon (FRA)     | 103e             |
| 194                                                   | Thibault Guernalec (FRA) | 89e              |
| 195                                                   | Kévin Ledanois (FRA)     | 90e              |
| 196                                                   | Łukasz Owsian (POL)      | 70e              |
| 197                                                   | Diego Rosa (ITA)         | 139e             |
| Directeur sportif : Sébastien Hinault, Flavien Soenen |                          |                  |

| Team DSM DSM                                     | Team DSM DSM            | Team DSM DSM |
| ------------------------------------------------ | ----------------------- | ------------ |
| Num                                              | Coureur                 | Pos          |
| 201                                              | Romain Bardet (FRA)     | 8e           |
| 202                                              | Nikias Arndt (GER)      | 97e          |
| 203                                              | Nico Denz (GER)         | NP-7         |
| 204                                              | Chris Hamilton (AUS)    | 29e          |
| 205                                              | Max Kanter (GER)        | NP-7         |
| 206                                              | Joris Nieuwenhuis (NED) | 94e          |
| 207                                              | Martijn Tusveld (NED)   | 33e          |
| Directeur sportif : Philip West, Matthew Winston |                         |              |

| Qhubeka Assos TQA                                   | Qhubeka Assos TQA        | Qhubeka Assos TQA |
| --------------------------------------------------- | ------------------------ | ----------------- |
| Num                                                 | Coureur                  | Pos               |
| 211                                                 | Domenico Pozzovivo (ITA) | 28e               |
| 212                                                 | Simon Clarke (AUS)       | 44e               |
| 213                                                 | Michael Gogl (AUT)       | NP-6              |
| 214                                                 | Bert-Jan Lindeman (NED)  | 119e              |
| 215                                                 | Dimitri Claeys (BEL)     | 113e              |
| 216                                                 | Emil Vinjebo (DEN)       | 96e               |
| 217                                                 | Łukasz Wiśniowski (POL)  | AB-5              |
| Directeur sportif : Lars Michaelsen, Hendrik Redant |                          |                   |

| Total Direct Énergie TDE                            | Total Direct Énergie TDE | Total Direct Énergie TDE |
| --------------------------------------------------- | ------------------------ | ------------------------ |
| Num                                                 | Coureur                  | Pos                      |
| 221                                                 | Niki Terpstra (NED)      | 145e                     |
| 222                                                 | Niccolò Bonifazio (ITA)  | 116e                     |
| 223                                                 | Víctor de la Parte (ESP) | 18e                      |
| 224                                                 | Lorrenzo Manzin (FRA)    | 120e                     |
| 225                                                 | Adrien Petit (FRA)       | 111e                     |
| 226                                                 | Cristian Rodríguez (ESP) | 23e                      |
| 227                                                 | Julien Simon (FRA)       | 53e                      |
| Directeur sportif : Lylian Lebreton, Alexis Loiseau |                          |                          |

| Trek-Segafredo TFS                              | Trek-Segafredo TFS     | Trek-Segafredo TFS |
| ----------------------------------------------- | ---------------------- | ------------------ |
| Num                                             | Coureur                | Pos                |
| 231                                             | Vincenzo Nibali (ITA)  | 9e                 |
| 232                                             | Giulio Ciccone (ITA)   | 26e                |
| 233                                             | Emīls Liepiņš (LAT)    | 109e               |
| 234                                             | Matteo Moschetti (ITA) | 156e               |
| 235                                             | Ryan Mullen (IRL)      | 136e               |
| 236                                             | Quinn Simmons (USA)    | 54e                |
| 237                                             | Toms Skujiņš (LAT)     | 80e                |
| Directeur sportif : Kim Andersen, Adriano Baffi |                        |                    |

| UAE Team Emirates UAD                              | UAE Team Emirates UAD             | UAE Team Emirates UAD |
| -------------------------------------------------- | --------------------------------- | --------------------- |
| Num                                                | Coureur                           | Pos                   |
| 241                                                | Tadej Pogačar (SLO) (chrono)      | 1er                   |
| 242                                                | Davide Formolo (ITA)              | 20e                   |
| 243                                                | Fernando Gaviria (COL)            | 126e                  |
| 244                                                | Rafał Majka (POL)                 | 57e                   |
| 245                                                | Ivo Oliveira (POR) (chrono)       | 106e                  |
| 246                                                | Jan Polanc (SLO)                  | 75e                   |
| 247                                                | Maximiliano Richeze (ARG) (route) | 141e                  |
| Directeur sportif : Andrej Hauptman, Marco Marzano |                                   |                       |